# Bävertjärnen (Ströms socken, Jämtland)
Bävertjärnen är en sjö i Strömsunds kommun i Jämtland och ingår i Ångermanälvens huvudavrinningsområde.